# Gao Mengfan
Gao Mengfan (23 de julio de 1993) es un deportista chino que compite en vela en la clase RS:X. Ganó una medalla de bronce en el Campeonato Mundial de RS:X de 2017.

## Palmarés internacional
| \| Campeonato Mundial \| Campeonato Mundial \| Campeonato Mundial \| Campeonato Mundial \| \| Año \| Lugar \| Medalla \| Clase \| \| ------------------ \| ------------------ \| ------------------ \| ------------------ \| \| 2017 \| Enoshima (Japón) \| Medalla de bronce \| RS:X \| |                  |                   |       |
| Campeonato Mundial |                  |                   |       |
| Año | Lugar            | Medalla           | Clase |
| 2017 | Enoshima (Japón) | Medalla de bronce | RS:X  |